# Зашихин, Гавриил Савельевич

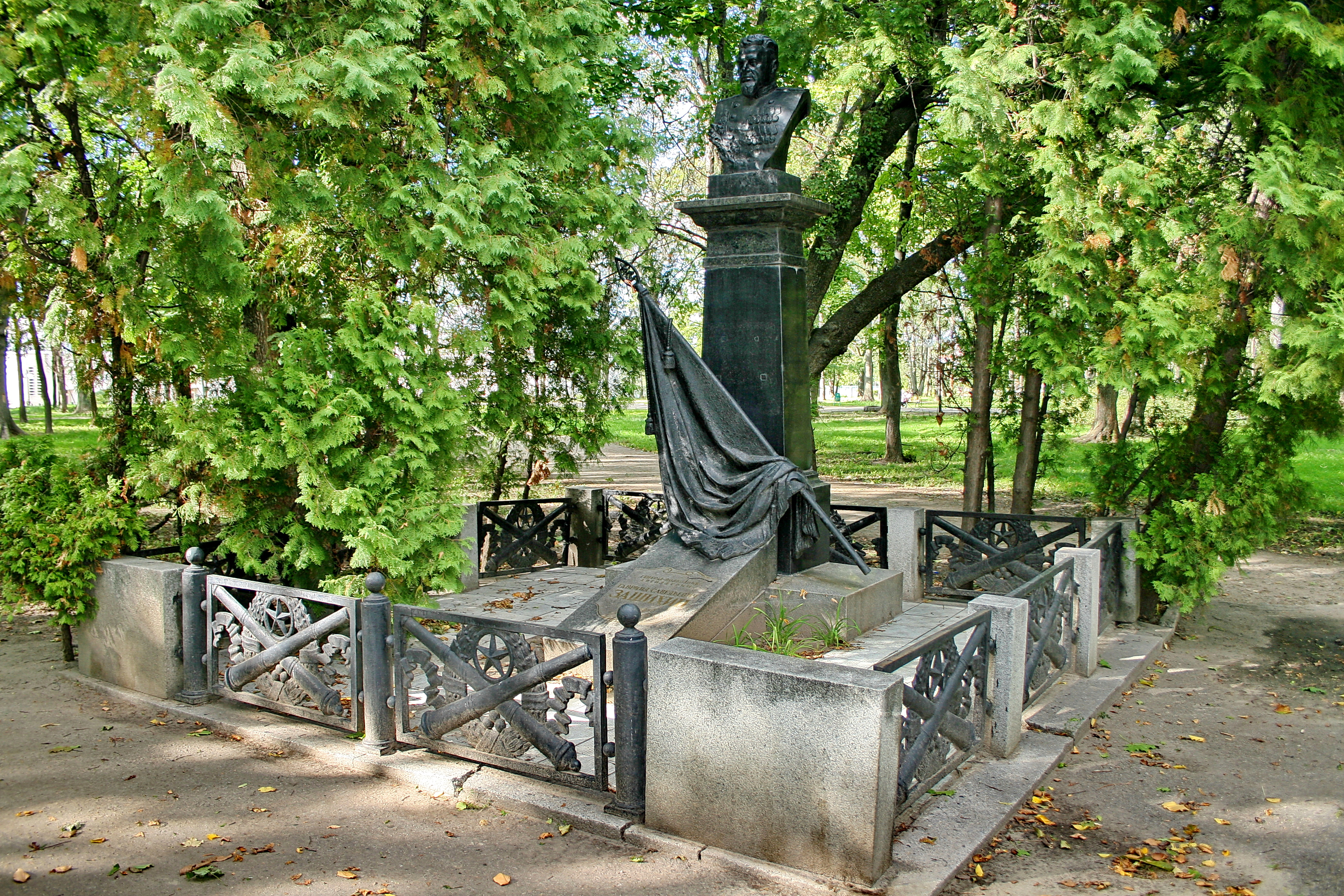
могила в г. Харькове в Молодёжном парке

Гаврии́л Саве́льевич Заши́хин  (26 марта [7 апреля] 1898, Лумпун, Вятская губерния — 15 октября 1950, Москва) — советский военачальник, генерал-полковник артиллерии (1944). Один из крупных руководителей советской противовоздушной обороны в годы Великой Отечественной войны.

## Биография
Родился в деревне Лумпун.
Из крестьян. Сам трудился в крестьянском хозяйстве. В феврале 1917 года призван в Русскую императорскую армию, но в боевых действиях первой мировой войны не участвовал.
В Красной Армии с сентября 1918 года, участник Гражданской войны. С сентября 1918 года служил телефонистом 2-й запасной Пермской артиллерийской бригады. С апреля 1919 года воевал в 30-й стрелковой дивизии: старшина артиллерийского дивизиона, начальник связи артиллерийской батареи. В этой дивизии воевал на Восточном фронте против армий адмирала А. В. Колчака, с лета 1920 года — на Южном фронте против войск генерала П. Н. Врангеля. В 1921 году воевал на Украине против отрядов Н. М. Махно.
В 1922 году окончил артиллерийские курсы усовершенствования комсостава РККА. С сентября 1922 года почти 20 лет служил в частях береговой артиллерии и войск ПВО Военно-морского флота СССР. Сначала служил в крепости Севастополь: командир взвода противосамолётной батареи, командир зенитного дивизиона, начальник связи и наблюдения артиллерийской батареи, командир батареи, помощник командира и командир отдельного зенитного артиллерийского дивизиона. С октября 1929 года командовал 61-м артиллерийским полком береговой обороны Морских сил Чёрного и Азовского морей. В 1931 году окончил Курсы усовершенствования высшего начсостава войск ПВО, после чего продолжил командовать полком. С сентября 1933 года — начальник отдела ПВО штаба Морских сил Дальнего Востока (с 1935 — Тихоокеанский флот). В 1938 году был арестован органами НКВД СССР и осуждён военным трибуналом Тихоокеанского флота «за халатность по службе» к 6 месяцам исправительно-трудовых лагерей. В сентябре 1939 года был освобождён по амнистии (в 1940 году судимость была снята).
Член ВКП(б) с 1929 года.
С декабря 1939 года — помощник начальника, а с августа 1940 года — начальник ПВО Балтийского флота. Участвовал в советско-финской войне 1939—1940 годов.
Участник Великой Отечественной войны с июня 1941 года. Сначала оставался в прежней должности, в августе 1941 года назначен помощником командующего Балтийского флота по противовоздушной обороны. В 1941 году организовывал противовоздушную оборону военно-морских баз и городов Таллин, Кронштадт, Ленинград; участвовал в Прибалтийской, Таллинской и Ленинградской оборонительных операциях. Участник Таллинского перехода, эвакуирован на транспорте «Казахстан», сильно повреждённом и подожжённом на переходе огнём немецкой авиации; затем был снят с потерявшего ход транспорта одним из военных кораблей. Свидетельства о поведении генерала Зашихина во время трагических событий этого перехода очень сильно отличаются друг от друга (от «поддался панике и покинул судно» до «хладнокровно организовал спасение раненых и пассажиров»).
В октябре 1941 года назначен помощником командующего Ладожской военной флотилией по сухопутной обороне, но пробыл в этой должности недолго.
С ноября 1941 года — командир 2-го корпуса ПВО (Ленинград), вскоре преобразованного в Ленинградский корпусной район ПВО. В апреле 1942 года в целях улучшения управления силами все части ПВО в Ленинграде были объединены в Ленинградскую армию ПВО, командующим которой был назначен Г. С. Зашихин. Активный участник Ленинградской битвы в 1941—1943 годах. В апреле 1942 года руководил отражением массированных налётов авиации на Ленинград с целью уничтожения кораблей Балтийского флота на Неве, в результате был сорван план немецкой операции «Айсштосс». Кроме борьбы за город, части Ленинградской армии ПВО защищали с воздуха «Дорогу жизни» через Ладожское озеро.
В июле 1943 года назначен командующим войсками Восточного фронта ПВО. Фронт являлся тыловым рубежом противовоздушной обороны и прикрывал от немецкой авиации промышленные объекты Северного и Южного Урала, среднего и нижнего Поволжья, Кавказа и Закавказья. Основные боевые действия войска фронта вели только летом 1943 года, отражая удары авиации противника на промышленные объекты Поволжья, на Волховскую ГЭС, на Ростов-на-Дону и на мосты через реку Дон. После успешного наступления Красной Армии с летне-осенней кампании 1943 года угроза с воздуха на основную часть прикрываемых фронтом объектов миновала. При очередной реорганизации сил ПВО в марте 1944 года назначен командующим войсками Южного фронта ПВО, которые сыграли большую роль по защите тыла наступавших войск в Днепровско-Карпатской и Ясско-Кишинёвской операциях, а также при освобождении Румынии, Югославии, Венгрии. Важными задачами фронта была защита стратегических переправ через Днепр, Днестр и Южный Буг, а также Одесского порта и Донбасского промышленного района. С декабря 1944 года и до конца войны — командующий войсками Юго-Западного фронта ПВО (защита промышленных объектов Украинской ССР, Плоештинского нефтеносного района в Румынии, Будапешта, Кракова и других, промышленных центров).
После окончания войны с октября 1945 года командовал войсками Юго-Западного округа ПВО, после его переформирования в октябре 1948 года — Донбасским районом ПВО, с августа 1950 — Комсомольско-Хабаровским районом ПВО.
Похоронен в г. Харькове на 1-м городском (Иоанно-Усекновенском) кладбище.

## Воинские звания
- полковник (1935)
- комбриг (24.10.1937)
- генерал-майор береговой службы (21.05.1941)
- генерал-лейтенант артиллерии (1.07.1943)
- генерал-полковник артиллерии (18.11.1944)

## Награды
- Два Ордена Ленина (1.07.1942, 21.02.1945)
- Три ордена Красного Знамени (29.03.1944, 3.11.1944, 20.06.1949)
- Орден Кутузова 1-й степени (18.11.1944)
- Орден Суворова 2-й степени (17.11.1945)
- Медаль «За оборону Ленинграда»
- Медаль «За оборону Кавказа»
- Медаль «За взятие Будапешта»
- другие медали.